# Powiat Prościejów
Powiat Prościejów (czes. Okres Prostějov) – powiat w Czechach, w kraju ołomunieckim. Jego siedziba znajduje się w mieście Prościejów. Powierzchnia powiatu wynosi 777,32 km², zamieszkuje go 111 197 osób (gęstość zaludnienia wynosi 143,05 mieszkańców na 1 km²). Powiat ten liczy 97 miejscowości, w tym 5 miast i 6 miasteczek.
Od 1 stycznia 2003 powiaty nie są już jednostką podziału administracyjnego Czech. Podział na powiaty zachowały jednak sądy, policja i niektóre inne urzędy państwowe. Został on również zachowany dla celów statystycznych.

## Miejscowości powiatu Prościejów
Pogrubioną czcionką wyróżniono miasta, pochyłą miasteczka: 

Alojzov • Bedihošť • Bílovice-Lutotín • Biskupice • Bohuslavice • Bousín • Brodek u Konice • Brodek u Prostějova • Březsko • Budětsko • Buková • Čehovice • Čechy pod Kosířem • Čelčice • Čelechovice na Hané • Dětkovice • Dobrochov • Dobromilice • Doloplazy • Drahany • Držovice • Dřevnovice • Dzbel • Hačky • Hluchov • Horní Štěpánov • Hradčany-Kobeřice • Hrdibořice • Hrubčice • Hruška • Hvozd • Ivaň • Jesenec • Kladky • Klenovice na Hané • Klopotovice • Konice • Kostelec na Hané • Koválovice-Osíčany • Kralice na Hané • Krumsín • Laškov • Lešany • Lipová • Ludmírov • Malé Hradisko • Mořice • Mostkovice • Myslejovice • Němčice nad Hanou • Nezamyslice • Niva • Obědkovice • Ohrozim • Ochoz • Olšany u Prostějova • Ondratice • Otaslavice • Otinoves • Pavlovice u Kojetína • Pěnčín • Pivín • Plumlov • Polomí • Prostějov • Prostějovičky • Protivanov • Přemyslovice • Ptení • Raková u Konice • Rakůvka • Rozstání • Seloutky • Skalka • Skřípov • Slatinky • Smržice • Srbce • Stařechovice • Stínava • Stražisko • Suchdol • Šubířov • Tištín • Tvorovice • Určice • Víceměřice • Vícov • Vincencov • Vitčice • Vranovice-Kelčice • Vrbátky • Vrchoslavice • Vřesovice • Výšovice • Zdětín • Želeč

## Struktura powierzchni
Według danych z 31 grudnia 2003 powiat miał obszar 769,9 km², w tym:
- użytki rolne - 70,89%, w tym 87,72% gruntów ornych
- inne - 29,11%, w tym 66,47% lasów
- liczba gospodarstw rolnych: 578.

## Demografia
Dane z 31 grudnia 2003:
| Opis        | Ogółem  | Kobiety       | Mężczyźni     |
| ----------- | ------- | ------------- | ------------- |
| populacja   | 109 439 | 56 419 51,55% | 53 020 48,45% |
| średni wiek | 39,5    | 41,22         | 38,1          |

- gęstość zaludnienia: 142,31 mieszk./km²
- 52,66% ludności powiatu mieszka w miastach.

## Zatrudnienie
| Mieszkańcy ze stałym zatrudnieniem | 27 513       |
| Średnia pensja miesięczna          | 13 662 koron |
| Bezrobotni                         | 5 939        |
| Stopa bezrobocia                   | 10,22%       |

## Szkolnictwo
W powiecie Prościejów działają:
| Rodzaj szkoły                   | Liczba szkół |
| ------------------------------- | ------------ |
| Przedszkola                     | 79           |
| Szkoły podstawowe               | 48           |
| Gimnazja                        | 4            |
| Szkoły średnie techniczne       | 8            |
| Szkoły średnie ogólnokształcące | 7            |
| Szkoły wyższe                   |              |

## Służba zdrowia
| Lekarze                               | 338 |
| Szpitale                              | 1   |
| Specjalistyczne ośrodki terapeutyczne | 2   |
| Gabinety dentystyczne                 | 67  |
| Apteki                                | 21  |